# Peggio che morto
Peggio che morto (titolo originale Might as Well Be Dead) è il diciannovesimo romanzo giallo di Rex Stout con Nero Wolfe protagonista.

## Trama
Un ricco provinciale si presenta da Wolfe per incaricarlo di ritrovate il figlio fuggito di casa, anni prima, per una colpa addossatagli ingiustamente. Che ne è stato di lui? Il figlio scomparso si trova in tali guai che lo si può dire "peggio che morto": è appena stato condannato per omicidio e la sedia elettrica lo sta aspettando. E intorno gli si accumulano i cadaveri, ora per ora.  Wolfe raccoglie elementi che dimostrano che la vittima era coinvolta in attività losche e che non si tratta di un semplice delitto passionale come ritiene la polizia. Il pachidermico investigatore sospetta che il condannato sia innocente, e ne riceve una tragica conferma quando uno dei suoi collaboratori viene assassinato mentre svolge indagini. Dopo che si verificano altri due omicidi, l'ispettore Cramer è costretto ad ammettere che il caso deve essere riaperto. Saranno infine Archie e Saul Panzer a trovare le prove che inchiodano l'assassino.

### Personaggi principali
- Nero Wolfe: investigatore privato
- Archie Goodwin: suo assistente
- Saul Panzer, Orrie Cather, Fred Durkin, Johnny Keems: investigatori privati
- James R. Herold: cliente di Wolfe
- Peter Hays: un ragazzo perseguitato
- Michael M. Molloy: agente immobiliare
- Selma Molloy: moglie di Michael
- Tom e Fanny Irwin: amici di Selma
- Jerry e Rita Arkoff: amici di Selma
- Patrick Degan: amico di Michael, capo di un istituto assistenziale
- Delia Brandt: segretaria di Michael e sua amante
- William Lesser: fidanzato di Delia
- Ella Reyes: cameriera degli Irwin
- Albert Freyer: avvocato difensore di Peter Hays
- Nathaniel Parker: avvocato
- Cramer: ispettore della Squadra Omicidi
- Purley Stebbins: sergente della Squadra Omicidi
- Tenente Murphy: del dipartimento Persone Scomparse della polizia di New York

## Opere derivate
- Peggio che morto, episodio della serie televisiva prodotta dalla Paramount Television nel 1981.

## Edizioni
- Rex Stout, Peggio che morto, collana I Classici del Giallo (n. 127), Arnoldo Mondadori Editore, 1971,  p. 179.
- Rex Stout, Peggio che morto, traduzione di L. Ballanti, collana Il Giallo Mondadori n.473, Arnoldo Mondadori Editore, 1958,  p. 179.